# Переверзев, Евгений Никандрович
Евгений Никандрович Переверзев (19 марта 1907 года, г. Сухиничи, Калужская губерния — 1974, г. Ленинград) — советский военный деятель, полковник (1942 год).

## Начальная биография
Евгений Никандрович Переверзев родился 19 марта 1907 года в Сухиничах ныне Калужская области.
Работал председателем Черкасского волостного бюро юных пионеров в Ливенском уезде (Орловская губерния).

## Военная служба

### Довоенное время
В октябре 1926 года призван в РККА и направлен на учёбу в Иваново-Вознесенскую пехотную школу имени М. В. Фрунзе, дислоцированную в Орле.
После окончания школы по 1-му разряду направлен в 127-й стрелковый полк (43-я стрелковая дивизия, Белорусский военный округ), дислоцированный в г. Себеж и вскоре преобразованный в 65-й стрелковый, где служил на должностях стрелкового комендантского взводов, взвода полковой школы, командира стрелковой и учебной рот, помощника командира и командира батальона, а в декабре 1938 года назначен на должность начальника штаба полка, после чего принимал участие в боевых действиях на Карельском перешейке в ходе советско-финской войны.
В июле 1940 года назначен на должность командира этого же 65-го стрелкового полка, который в составе 43-й стрелковой дивизии дислоцировался в районе г. Светогорск (Ленинградская область).

### Великая Отечественная война
В июле 1941 года назначен на должность командира 941-го стрелкового полка (265-я стрелковая дивизия), ведшей оборонительные боевые действия в районе Выборга. 28 августа майор Переверзев был контужен, однако остался в строю. Вскоре дивизия вела боевые действия в районе Белоостров, Усть-Славянка, озеро Лембаловское, а в октябре была передислоцирована в район Невской Дубровки, где вошла в состав Невской оперативной группы, после чего 18 октября форсировала Неву и вела боевые действия на Невском пятачке. В начале января 1942 года дивизия передислоцирована через Ладожское озеро на волховское направление, после чего вела оборонительные боевые действия в районе дер. Лодва.
В мае 1942 года назначен на должность заместителя командира 265-й стрелковой дивизии, а период с 27 июня по 12 августа исполнял должность командира. В ходе Синявинской наступательной операции 265-я дивизия вела наступление по направлению на Мгу и Тортолово. В сентябре Переверзев снят с занимаемой должности заместителя командира дивизии, зачислен в распоряжение Военного совета 8-й армии, в октябре 1942 года назначен на должность начальника отдела боевой подготовки армии, а 23 января 1944 года — на должность начальника армейских курсов младших лейтенантов этой же армии.
С 1 февраля 1945 года находился в распоряжении Военного совета Ленинградского фронта и 18 февраля назначен на должность заместителя командира 178-й стрелковой дивизии, которая вела боевые действия против Курляндской группировки противника.

### Послевоенная карьера
После окончания войны находился на прежней должности.
С марта 1946 года полковник Е. Н. Переверзев состоял в распоряжении Военного совета Горьковского военного округа и в апреле был назначен на должность заместителя командира 60-й стрелковой дивизии, а в июле — на должность заместителя командира 6-й отдельной стрелковой бригады (Московский военный округ).
В сентябре 1947 года направлен на учёбу на курсы усовершенствования командиров стрелковых дивизий при Военной академии имени М. В. Фрунзе, после окончания которых в декабре 1948 года назначен на должность начальника штаба 18-й отдельной стрелковой бригады (Донской военный округ), а в сентябре 1950 года — на должность старшего военного советника при стрелковой дивизии Чехословацкой армии.
Полковник Евгений Никандрович Переверзев в ноябре 1955 года вышел в запас.
Похоронен в Санкт-Петербурге на Северном кладбище.

## Награды
- Орден Ленина (19.11.1951);
- Два ордена Красного Знамени (30.06.1945, 05.11.1946);
- Орден Отечественной войны 1 степени (01.10.1944);
- Два ордена Красной Звезды (11.04.1940, 03.11.1944);
- Медали.